# Josep Estalella i Graells
Josep Estalella i Graells   (Vilafranca del Penedès, 21 de juny de 1879 - Barcelona, 20 d'abril de 1938) fou un físic i químic català, fill d'un argenter. Es doctorà a la Universitat de Madrid. Fou professor a la Universitat de Barcelona de 1899 a 1905. El 1902 va acabar la seva tesi doctoral, que li confereix l'honor d'haver estat un dels pioners en la investigació dels raigs X. El 1905 obtingué la càtedra de física i química de l'institut d'ensenyament mitjà de Girona.
El 1919 fou nomenat director dels ensenyaments de física i química de l'Instituto-Escuela de Madrid, influït per la Institución Libre de Enseñanza de Francisco Giner de los Ríos, càrrec que exercí fins al 1921. De 1921 fins a 1932 fou catedràtic de l'institut de Tarragona. El 1932 fou nomenat director de l'Institut-Escola de la Generalitat de Catalunya, on hi plasmà el seu sistema metodològic propi i característic, alhora que es preocupà per preparar el professorat adient a les noves directrius pedagògiques. També fou president de la Societat Catalana de Ciències Físiques, Químiques i Matemàtiques el 1932-1938. L'esclat de la guerra civil espanyola el va desencoratjar molt i va morir el 1938.
La seva obra està en el domini públic en moltes parts del món. A l'estat espanyol va entrar en domini públic l'1 de gener de 2019.

## Obres
- Ciencia Recreativa. La primera edició d'aquesta obra és del 1918. Ha estat reeditada set cops, la darrera edició, facsímil i amb comentaris d'autors contemporanis el 2008.[4]
- Compendio de química (1921)
- Problemas de física (1926)

## Reconeixements
A Vilafranca del Penedès l'escola pública Estalella i Graells situada a la plaça del Carme, al centre de la població, porta el seu nom.
El 2018 amb motiu del centenari de la primera edició del seu llibre Ciencia recreativa, la biblioteca de la Facultat de matemàtiques i informàtica de la Universitat de Barcelona ha realitzat una exposició virtual amb extensa informació de la seva biografia, bibliografia i la seva tasca com a director de l'Institut-Escola.